# Gare de Bracebridge
La  gare de Bracebridge à Bracebridge est desservie par  l'ONR.